# 知床トコさん
知床トコさん（しれとこトコさん）は、ヒグマをモチーフとした北海道の知床半島および斜里町のマスコットキャラクター。知床の新たなイメージをアピールして新たな層の観光客を呼び込む事業のシンボルとして2015年（平成27年）に設定されたキャラクターであり、様々なキャラクターグッズの販売により、若い世代や女性の観光客に人気を博している。単に「トコさん」とも呼ばれる。

## 活動の経緯
知床は世界自然遺産のある土地であり、大自然、野生動物などのイメージが強いことや、2005年（平成17年）年以降に知床への観光客は減少していたことから、2015年より、時代に合わせて新しく多様なイメージを新たな層に伝えるための知床観光ブランディング事業が、斜里町で立ち上げられた。
その一環として、30歳代から40歳代の若い世代に知床に興味を持ってもらうことを目的として、斜里町が東京のデザイン会社である株式会社トラウトと協力し、知床トコさんが誕生した。知床にはヒグマが多く生息することから、ヒグマを擬人化した姿をモチーフとしている。
設置上は、知床生まれで知床育ちのヒグマである。知床の大自然、山々のトレッキングが好きであり、好物はイクラの軍艦巻き。人間と自然、野生動物との共存をいつも願っているとされる。
2016年（平成28年）にはTシャツ、トートバッグ、缶バッジなどの9種類のグッズが、ホテルや道の駅など、斜里町内の9か所で販売された。斜里町内の案内看板などにも、トコさんが登場した。

## 反響
当初は知床で観光客との距離感が問題になっているヒグマを擬人化することを懸念する声もあったが、デザイン会社の考案による画風、デザインのシンプルさと品質重視の作風が人気を呼び、特に若者や女性、日本国外からの観光客に好評を博している。
非売品のポスターを求める客もいる他、2010年代後半頃から、斜里町の住人がトコさんのグッズを購入して、町外に贈るケースも増えている。中には、グッズを購入して斜里町を離れた後、電話で追加購入を希望してきたリピーターもいる。知床斜里町観光協会からは「人気は想像以上」との声が上がっている。斜里町でトコさんの企画を手がけるプロジェクトチームは、このヒットによりわずか3年で年間数千万円を売り上げ、知床町の主力事業にまで成長した。
2021年（令和3年）8月には、スポーツアパレルメーカーのヘリーハンセンとのコラボレーションにより、子供用のスウェットやTシャツなどのキャラクターグッズが発売された。漁業が盛んな知床半島ではヘリーハンセンの愛用者が多いこともあって、オンライン上で売り切れが出るほどの人気商品となった。